# Olympische Sommerspiele 1972/Teilnehmer (San Marino)
| Gelbes Symbol für Goldmedaillen mit stilisierten Olympischen Ringen | Graues Symbol für Silbermedaillen mit stilisierten Olympischen Ringen | Braundes Symbol für Bronzemedaillen mit stilisierten Olympischen Ringen |
| ------------------------------------------------------------------- | --------------------------------------------------------------------- | ----------------------------------------------------------------------- |
| —                                                                   | —                                                                     | —                                                                       |

San Marino nahm an den Olympischen Sommerspielen 1972 in München mit einer Delegation von sieben Sportlern (allesamt Männer) teil.

## Teilnehmer nach Sportarten

### Radsport
- Daniele Cesaretti
Straßenrennen: DNF

### Schießen
- Bruno Morri
Schnellfeuerpistole: 47. Platz

- Roberto Tamagnini
Schnellfeuerpistole: ??

- Italo Casali
Kleinkaliber Dreistellungskampf: 65. Platz

- Libero Casali
Kleinkaliber Dreistellungskampf: 68. Platz

- Silvano Raganini
Trap: 24. Platz

- Guglielmo Giusti
Trap: 43. Platz